# Ga Ratchathewi BTS

Bảng hiệu nhà ga Ratchathewi

Ga Ratchathewi (tiếng Thái: สถานีราชเทวี, phát âm [sā.tʰǎː.nīː râːt.t͡ɕʰā.tʰēː.wīː]) là một ga BTS skytrain, trên Tuyến Sukhumvit ở quận Ratchathewi, Băng Cốc, Thái Lan. Nhà ga nằm trên Đường Phaya Thai đến hướng Nam nút giao Ratchathewi, cách Pantip Plaza 10 phút đi bộ và hướng đến chợ Pratunam. Nhà ga còn có cầu bộ hành liên kết Asia Hotel (nơi mà chương trình Calypso Cabaret từng được tổ chức tại đây), thang máy và thang bộ tạo nên khu vực còn được gọi là Co-Co Walk nơi có nhiều nhà hàng và quán bả giá thấp phục vụ chủ yếu cho người địa phương, một vài cửa hàng "đồ cổ".

## Hạ tầng
- Dịch vụ Tàu tốc hành Khlong Saen Saep tại bến Saphan Hua Chang (hoặc Ratchathewi) (phía Nam cầu Hua Chang) đến chợ Pratunam và Đỉnh Vàng